# Tang Wei

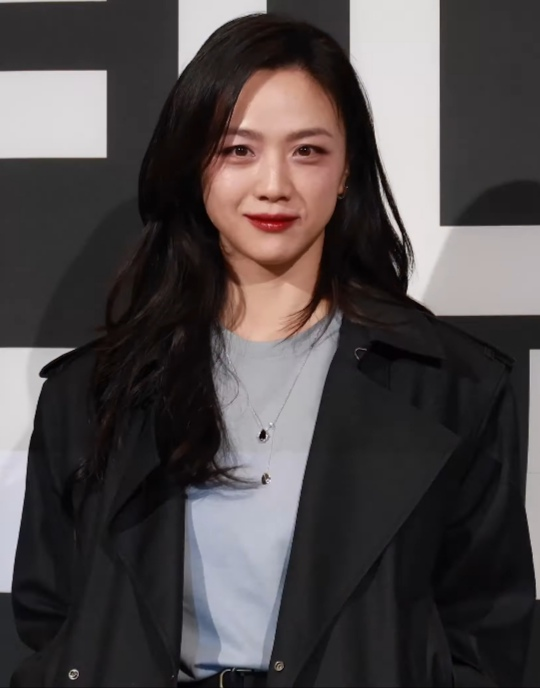
Tang Wei, 2025

Tang Wei (chinesisch 湯唯 / 汤唯, Pinyin Tāng Wéi, Jyutping Tong1 Wai4, * 7. Oktober 1979 in Hangzhou, Provinz Zhejiang) ist eine chinesische Schauspielerin. Einem breiten Publikum wurde sie durch die Hauptrolle in Ang Lees preisgekröntem Film Gefahr und Begierde (2007) bekannt, der ihr in ihrem Heimatland einen Medienboykott einbrachte.

## Leben

### Ausbildung und Erfolg mit „Gefahr und Begierde“
Tang, 1979 in Hangzhou geboren, ist die Tochter einer Schauspielerin und eines Malers. Sie besuchte die Pekinger Central Academy of Drama, wo so bekannte Mimen wie Gong Li oder Zhang Ziyi studiert hatten. Ihre Ausbildung schloss sie im Fach Filmregie ab. Bereits 2001, noch während ihres Studiums, gewann sie die Aufmerksamkeit des taiwanischen Drehbuchautors und Gastdozenten Stan Lai, der sie mit seiner ehemaligen Schauspielschülerin Jacqueline Ng (Eat Drink Man Woman) verglich. In ihrer Heimat wirkte Tang zunächst in Theaterstücken, Fernsehserien und Fernsehspielen mit. Für ihre Leistung in dem Fernsehfilm Polizistin Yanzi wurde sie als beste Darstellerin mit dem Preis des größten chinesischen Fernsehsenders CCTV bedacht.
Weltweit wurde Tang Wei im Sommer 2006 bekannt, als Ang Lee sie ihrer Vielseitigkeit wegen für die weibliche Hauptrolle in seinem Thriller Gefahr und Begierde (Lust, Caution), der zur Zeit der japanischen Besatzung Chinas im Jahr 1942 in Schanghai spielt, verpflichtete. Tang setzte sich dabei gegen mehr als 10.000 asiatische Aktricen, darunter ihre Landsfrau Zhou Xun und die Taiwanerin Shu Qi, durch. In der Verfilmung einer Kurzgeschichte von Eileen Chang schlüpfte sie für ihr Kinodebüt in die Rolle der jungen, idealistischen Studentin Wang Chia-Chih, die Zugang zu einer Zelle radikaler und gegen die japanische Besatzung kämpfender Kommilitonen findet. Sie soll ihre weiblichen Reize einsetzen, um den mächtigen Geheimdienstchef und Kollaborateur Yee (gespielt von Tony Leung Chiu Wai) zu liquidieren.
Gefahr und Begierde feierte auf den 64. Filmfestspielen von Venedig Premiere. Kritiker hoben dort vor allem die Leistungen der beiden Hauptdarsteller, die elegante und kühle Inszenierung Lees sowie die pornografisch anmutenden Liebesszenen hervor. Tang wurde gemeinsam mit der australischen Oscar-Preisträgerin Cate Blanchett (I’m Not There), der Britin Kierston Wareing (It's a Free World…) und der Französin Hafsia Herzi (Couscous mit Fisch) als Mitfavoritin auf die Coppa Volpi, den Preis für die beste Schauspielerin des Festivals, gehandelt. Zwar ging der Darstellerpreis an Blanchett, doch Lees Film wurde mit dem Goldenen Löwen, dem Hauptpreis des Festivals, prämiert. Wenige Monate später wurde sie unter anderem als beste Hauptdarstellerin für die US-amerikanischen Independent Spirit Awards 2008 nominiert und sie gewann den nationalen Filmpreis Taiwans, den Golden Horse Award, als beste Nachwuchsdarstellerin.

### Medienboykott
Obwohl Ang Lee den Film vor dem Kinostart in China um sieben Minuten gekürzt hatte, wurde Anfang März 2008 durch Medienberichte bekannt, dass die Karriere der Schauspielerin dort der staatlichen Zensur zum Opfer fallen würde. So sendete die staatliche chinesische Kommission für Fernsehen, Film und Radio (SARFT) ein Memo an Fernsehstationen und Printmedien mit der Anweisung, nicht mehr über die Schauspielerin zu berichten und die Veröffentlichung ihrer über eine halbe Million Euro teuren Werbekampagne mit der Kosmetikfirma Pond einzustellen. Ferner wurde Tang von allen Preisverleihungen in China ausgeschlossen. Berichte über den Film und sie selbst wurden in Online-Foren entfernt, auch war ihr Name über eine Internet-Recherche via Google nicht mehr abrufbar. Der inoffizielle Medienboykott soll den freizügigen Aktszenen in Gefahr und Begierde geschuldet gewesen sein, der wahre Grund wurde jedoch in dem Charakter ihrer Rolle in Lees unpatriotischem Film vermutet.
Neben ihrer Karriere als Schauspielerin arbeitete Tang in der Vergangenheit als Model, sie gelangte 2004 bis ins Finale der chinesischen Vorausscheidung für den Miss-Universe-Wettbewerb in Peking. Auch verfasste sie Kurzgeschichten, Theaterstücke und betätigte sich als Theaterregisseurin. Nach dem chinesischen Medienboykott zog Tang nach Hongkong, wo sie 2008 ins SAR-regierungseigene Quality Migrant Admission Scheme (優秀人才入境計劃, kurz QMAS) aufgenommen wurde, ein Programm, das unter anderem schon so bekannte Künstler wie Zhang Ziyi, Lang Lang und Li Yundi förderte. Im Sommer 2008 – genauer am 23. August 2008 – erhielt Tang aufgrund des Einbürgerungsprogramm offiziell die Hongkonger Bürgerschaft. Erst 2009 bekleidete Tang wieder eine Filmrolle in der chinesischsprachigen Liebeskomödie Yut mun Hinneisi (2010) von Ho Ivy. In der Hongkonger Produktion spielten sie und der Sänger Jacky Cheung zwei Ladenbesitzer, die sich bei einem Blind Date kennenlernen. „Meine Figur ist voller komischer Persönlichkeit und ich möchte dem Publikum ein neues Gefühl von mir überbringen“, so Tang im Frühjahr 2009 kurz vor Beginn der Dreharbeiten. Ihre Leistung wurde mit einer Nominierung bei den Hong Kong Film Awards honoriert.

### Erfolgreicher Ausflug ins koreanische Kino und weitere Repressalien

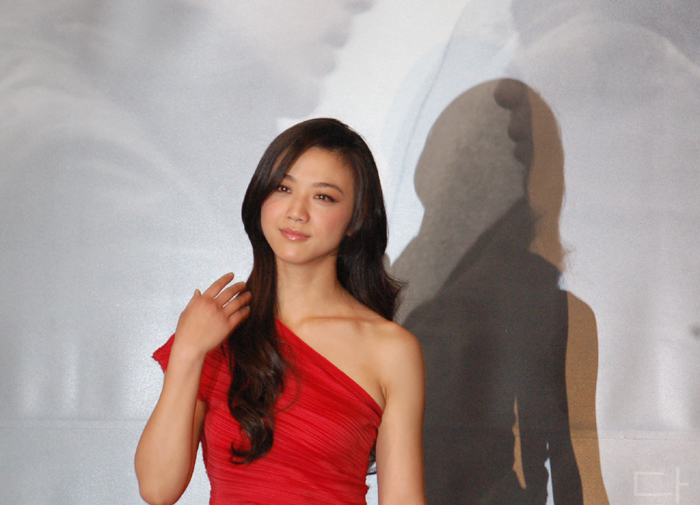
Tang Wei in Seoul, 2011

2010 war Tang in dem von Kim Tae-yong in Seattle gedrehten englischsprachigen Melodram Late Autumn als Gefängnisinsassin zu sehen, die nach dem Tod ihrer Mutter kurzzeitigen Hafturlaub erhält und sich in einen koreanischen Callboy (gespielt von Hyun Bin) verliebt. Die koreanische Produktion, ein Remake des 1960er-Jahre-Films Manchu, brachte ihr 2011 als erster ausländischen Schauspielerin gleich drei wichtige koreanische Filmpreise ein.
Im Sommer 2011 wurde bekannt, dass Tangs Rolle in der propagandistischen Filmbiografie The Founding of a Party (2011) über Mao Zedong komplett dem Schnitt zum Opfer gefallen sei. In dem Prestige-Projekt der Kommunistischen Partei zu deren 90-jährigem Bestehen hätte sie den Part der Tao Yi spielen sollen, einer jungen Revolutionärin und ersten Geliebten Maos (dargestellt von Liu Ye) in den 1910er Jahren. Die Bekanntgabe des Filmangebots war zunächst als mögliche politische Rehabilitation Tangs verstanden worden. Im selben Jahr war die Schauspielerin dann in Peter Chans Hongkonger Martial-Arts-Detektivfilm Wu Xia in der kleinen Rolle der Ehefrau von Hauptdarsteller Donnie Yen zu sehen. Tang, die sich vor Dreharbeiten nach eigener Aussage intensiv auf eine Rolle vorbereitet („Ich denke über die Lebensbedingungen, den sozialen und kulturellen Kontext nach, in denen sich die Figur bewegt […] Ich male mir aus, wie ihre Familienmitglieder aussehen – ich habe sogar detaillierte Bilder von Menschen [im Kopf], die eigentlich gar nicht in der Handlung vorkommen. Ich denke darüber nach, wo sie [die Figur] geboren wurde, was sie lesen würde, während sie aufwächst, wie sie sich kleidet und ihre Zähne putzt – alle ihre Gewohnheiten“.), wurde vor den Dreharbeiten von Regisseur Peter Chan Ho-sun angewiesen, ihre Rolle nicht „überzuintellektualisieren“.
Am 12. Juli 2014 heiratete sie den südkoreanischen Filmregisseur Kim Tae-yong (kor. 김태용, Hanja 金泰勇, rev. Gim Tae-yong, MR Kim T’aeyong), mit dem sie zusammen an Late Autumn arbeitete. Im August 2016 brachte sie in Hongkong eine Tochter zur Welt.

## Filmografie (Auswahl)
- 2006: Silent Tears (女人不哭 Nǚrén bù kū) – Fernsehserie
- 2007: Gefahr und Begierde (色，戒 Sè, Jiè)
- 2010: Crossing Hennessy (月满轩尼诗,  Yuèmǎn Xuānníshī, kantonesisch Yutmun Hinneisi)
- 2010: Late Autumn (hangeul 만추, hanja 晚秋 Manchu)
- 2011: Wǔ xiá (武侠)
- 2011: Speed Angels (极速天使 Jísù tiānshǐ)
- 2011: Beginning of the Great Revival (建党伟业 Jiàndǎng Wěiyè)
- 2013: Finding Mr. Right (北京遇上西雅图 Běijīng yù shàng Xiyǎtú)
- 2014: The Golden Era (黄金时代 Huángjīn Shídài)
- 2015: Blackhat
- 2018: Long Day’s Journey Into Night (地球最后的夜晚 Dìqiú zuìhòu de Yèwǎn)
- 2022: Die Frau im Nebel (헤어질 결심 Haeojil Gyeolsim)
- 2024: Wonderland (원더랜드 Wondeolaendeu)

## Auszeichnungen (Auswahl)
- 2007: Chicago Film Critics Association Award – nominiert als beste Nachwuchsdarstellerin für Gefahr und Begierde
- 2007: Golden Horse Film Festival – Beste Nachwuchsdarstellerin und nominiert als beste Hauptdarstellerin für Gefahr und Begierde
- 2007: Online Film Critics Society Award – nominiert als beste Nachwuchsdarstellerin für Gefahr und Begierde
- 2008: British Academy Film Award – nominiert für den Rising Star Award als beste Nachwuchsdarstellerin für Gefahr und Begierde
- 2008: Asian Film Award – nominiert als beste Hauptdarstellerin für Gefahr und Begierde
- 2008: Internationale Filmfestspiele von Cannes – Trophée Chopard
- 2008: Independent Spirit Award – nominiert als beste Hauptdarstellerin für Gefahr und Begierde
- 2011: Hongkong Film Award – nominiert als beste Hauptdarstellerin für Yut mun Hinneisi
- 2011: Paeksang Arts Awards für Late Autumn – Beste Darstellerin für Late Autumn
- 2011: Korean Association of Film Critics Award – Beste Darstellerin für Late Autumn
- 2011: Busan Film Critics Association Award – Beste Darstellerin für Late Autumn